# Veneçuela als Jocs Olímpics

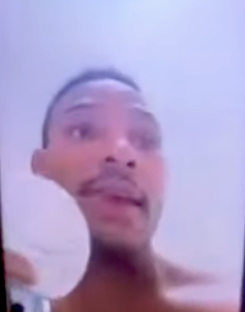
Fotografia de Julio Mayora, medalla d'argent l'any 2020.

Veneçuela als Jocs Olímpics està representada pel Comitè Olímpic Veneçolà (COV), màxim ens esportiu d'aquest país, fundat el 1935.
La primera presència d'un veneçolà en els Jocs Olímpics curiosament no va ser la d'un atleta sinó la del pintor Alberto Egea, qui va participar en el concurs d'art en els Jocs de Los Angeles 1932. El primer esportista veneçolà a assistir a uns Jocs Olímpics va ser el ciclista Julio César León, debutant a Londres 1948. Des de llavors, Veneçuela ha enviat delegacions de manera ininterrompuda a totes les edicions següents, amb la qual cosa registra 18 participacions. Igualment, ha enviat delegacions a quatre Jocs Olímpics d'Hivern des de Nagano 1998 (excepte Vancouver 2010 i Pieonchang 2018), als Jocs Paralímpics d'Estiu des de Nova York 1984 (excepte Seül 1988), i als Jocs Olímpics de la Joventut des de Singapur 2010.
Veneçuela té el sisè millor resultat a Amèrica Llatina pel que fa al nombre de medalles d'or, després de Cuba (84), Brasil (37), Argentina (21), Mèxic (13), i Colòmbia (5), amb 3 medalles d'or. Des de les olimpíades d'Atenes 2004 ha aconseguit guanyar una medalla, com a mínim, per edició, sent la seva millor ratxa amb 5 Olimpíades seguides.
Entre 1952 i 2002, Veneçuela ha tingut tres representants en el Comitè Olímpic Internacional: Julio Bustamante (1952-1968), José Beracasa (1968-1981) i Flor Isava-Fonseca (1981-2002). Isava-Fonseca va ser una de les dues primeres dones a ser triades per al COI, juntament amb la finlandesa Pirjo Häggman.

## Registre
| #     | Jocs                | Atletes |   |   |    | Total | Posició |
| ----- | ------------------- | ------- | - | - | -- | ----- | ------- |
| 14    | Londres 1948        | 1       | 0 | 0 | 0  | 0     | -       |
| 15    | Helsinki 1952       | 38      | 0 | 0 | 1  | 1     | 43      |
| 16    | Melbourne 1956      | 23      | 0 | 0 | 0  | 0     | -       |
| 17    | Roma 1960           | 36      | 0 | 0 | 1  | 1     | 44      |
| 18    | Tòquio 1964         | 16      | 0 | 0 | 0  | 0     | -       |
| 19    | Mèxic 1968          | 23      | 1 | 0 | 0  | 1     | 30      |
| 20    | Múnic 1972          | 23      | 0 | 0 | 0  | 0     | -       |
| 21    | Montreal 1976       | 32      | 0 | 1 | 0  | 1     | 35      |
| 22    | Moscou 1980         | 37      | 0 | 1 | 0  | 1     | 33      |
| 23    | Los Ángeles 1984    | 26      | 0 | 0 | 3  | 3     | 41      |
| 24    | Seül 1988           | 17      | 0 | 0 | 0  | 0     | -       |
| 25    | Barcelona 1992      | 29      | 1 | 0 | 1  | 2     | 34      |
| 26    | Atlanta 1996        | 39      | 0 | 0 | 0  | 0     | -       |
| 27    | Sídney 2000         | 50      | 0 | 0 | 0  | 0     | -       |
| 28    | Atenes 2004         | 48      | 0 | 0 | 2  | 2     | 68      |
| 29    | Pekín 2008          | 108     | 0 | 0 | 1  | 1     | 86      |
| 30    | Londres 2012        | 68      | 1 | 0 | 0  | 1     | 50      |
| 31    | Río de Janeiro 2016 | 86      | 0 | 2 | 1  | 3     | 62      |
| 32    | Tòquio 2020         | 44      | 1 | 3 | 0  | 4     |         |
| Total | Total               | Total   | 4 | 7 | 10 | 21    | 64      |